# 李惠貞
李惠貞（韓語：이혜정，1984年6月18日—），韓國前籃球選手，現在為時裝模特兒。宗教信仰為佛教，在成為時裝模特兒前，他曾在友利銀行女籃擔任籃球選手。

## 學歷
- 善一女子高等學校

## 演出作品

### 戲劇
- 2015 MBC水木電視劇《她很漂亮》飾演 模特兒
- 2021 tvN週末電視劇《黑道律師文森佐》飾演 鄭道熙 (14-15集)

### 綜藝節目
- KBS《我們社區藝體能》（2013）
- tvN《需要對話的狗貓》（2017）
- MBC every《Video Star》（2017）
- tvN《人生酒館》（2018）（75集）
- Mnet《The Kkondae Live》（2018）第2集
- KBS 《戰鬥旅行》（2019）
- Jtbc 《風流的姐姐們》（2019）
- MBC 《黃金漁場 Radio Star》（2021）
- SBS 《射門的她們》 （2021）